# Diecezja Wiawso
Diecezja Wiawso – diecezja rzymskokatolicka w Ghanie. Powstała w 1999.

## Biskupi diecezjalni
- Joseph Francis Kweku Essien (1999–2023)
- Samuel Nkuah-Boateng (od 2023)